# فریگیت کلاس پالاس
فریگیت کلاس پالاس (به انگلیسی: Pallas-class frigate) یک کلاس از کشتی است که طول آن ۱۳۵ فوت ۰ اینچ (۴۱٫۱ متر) می‌باشد.